# Benjamin Glazer
Benjamin Glazer (ur. 7 maja 1887 w Belfaście, zm. 18 marca 1956 w Hollywood) – irlandzko-amerykański scenarzysta, reżyser i producent filmowy pochodzenia żydowskiego. Jeden z 36 członków założycieli Amerykańskiej Akademii Sztuki i Wiedzy Filmowej. Dwukrotny laureat Oscara za najlepszy scenariusz do filmów Siódme niebo (1927) Franka Borzage i Ukaż się, moja ukochana (1940) Mitchella Leisena.

## Filmografia

### reżyser
- 1929: Strange Cargo
- 1948: Song of My Heart

### producent
- 1929: Strange Cargo
- 1934: Miłość dla początkujących
- 1936: Anything Goes
- 1941: Paris Calling

### scenarzysta
- 1925: Fine Clothes
- 1927: Siódme niebo
- 1929: The Dance of Life
- 1932: Monsieur Albert
- 1948: Song of My Heart